# 牌賊! オカルティ
『牌賊! オカルティ』（ぱいぞくオカルティ）は片山まさゆき作の麻雀漫画。近代麻雀にて2000年から2004年にかけて連載された。

## 概要
プロの競技麻雀の世界で、効率や確率だけを信じる「デジタル」派と科学的根拠不明な独自の理屈を信じる「オカルト」派、そしてそのどちらにも属さない主人公・夏月の真剣勝負を描く。

## 登場人物
朧 夏月（おぼろ なつき）
プロ雀士。自らを｢打撃系｣と称し、攻撃的な闘牌を好む熱血漢。攻撃的な性格が災いしてか一人で焼肉に行くほど友達が居ない。デジタル派の梨積に心酔し仲間に加わるも、その打ち筋を否定されすぐに離脱。ギャル雀荘で同卓した群鷗と関わったことから、少しずつ成長を重ねていく。初期には他者の打牌に対する批判や暴言も多く性格的にも傲慢な面が強かったが、成長と共に謙虚な姿勢も持つようになる。オカルトシステムを自らの打ち筋と融合、昇華させ、最終的には梨積、刈人らを下しタイトルを手にする。その後複数のタイトルを奪取し打撃系のブームを呼び込んだ模様。
群鷗 刈人（むれお かると）
正体不明の雀士。「オカルトシステム」と呼ぶ独自の論理に基づいて行動する。関西弁と、風車のような前髪が特徴的で、オカルトシステムが発動すると前髪がクルクルと回る。また、好んで対局中にメロンソーダを飲む。偶然出会った夏月になぜかからみ続ける。
螺子（ねじこ）
ギャル雀「ドクターストップ」のメンバー（雀荘店員）。群鷗とオカルトシステムに興味を持ち、よく一緒に行動している。時にプロのリーグ戦会場まで出向き群鷗にメロンソーダを差し入れる事もある。雀界のモサドと言われる程の情報通で、プロリーグや大会予選などの結果をいち早く入手している事もある。夏月と結婚したようなカットが最終巻の最終ページにある。
梨積 港（りつみ みなと）
闘牌研究グループ「デジタルクルーズ」のリーダー。数学的な確率のみを信じ、その並外れた知能からの読みは場に冷気を起こすほど。基本的に冷静沈着な男だが、内に熱い闘志を秘めている。不合理な打ち筋で勝ち続ける刈人を強く意識する。
雀界でデジタル旋風を起こし、全ての雀士がデジタルに打つことを望むように考えているが、無頼堂からその時は最も洞察力に優れた利積が勝てる世界であることを指摘されている。また、同時に自分とは違う道で勝っていく刈人と夏月を認めていく。
無頼堂 空流（ぶらどう くうる）
「デジタルクルーズ」の若頭。梨積に次ぐ知能と、仲間ですらコマとしか捉えない冷徹さを併せ持つ通称｢冷血｣。デジタルを超える｢スーパーデジタル｣を自称し、仲間すら自分の勝利の駒としか捉えず、デジタルクルーズのメンバーで囲って自分の勝利を磐石にする点で、独力で勝とうとする梨積と異なる。梨積からデジタルクルーズのリーダーを奪回しようと虎視眈々と狙っている。基本的に冷血漢ではあるものの、時折間の抜けた一面を見せる。
『スーパーヅカンアダルト』において1Pだけゲスト出演している。
転石 苔（ころいし こける）
「デジタルクルーズ」のメンバー。博多弁の丸々とした男。罠に嵌められた相手に栄養ドリンクをそっと飲ませるようなお人好し。スワローテイルカップのディフェンディングチャンプだったが刈人に惨敗した。
覆水（ふくみず）
「デジタルクルーズ」のメンバー。顎が前に出た坊主頭の男。デジタルクルーズでありながら効率より打点に拘る夏月に冷たく（マナー違反レベルの打牌批判に当たる）当たる。
恐面（こわもて）
「デジタルクルーズ」のメンバー。ヤクザと見紛うほどの強面で、麻雀もブンブンかと思いきやメチャ固い。
尾根 鞠斗（おね まりと）
梨積の知り合いで元裏プロ。通称｢マリオネットの尾根｣。他家の和了を操作することに重点を置いた打法を持ち、一度も相手に連勝を許したことが無かったが、群鷗の絶好調に押され連勝を許し、無頼堂に｢結局あのおっさんなんの役にも立たなかったな｣と評される。
眉椿（まゆつばき）
元「デジタルクルーズ」メンバー。デジタルクルーズ一員としてDリーグ戦で群鷗と闘うも惨敗。オカルトに心引かれ群鷗側に回ることになる。しかし、群鷗と違い独自の理論を持っている訳でもなく、群鷗には｢バカルト｣、梨積には｢ノイズでしかない｣と評された。
ルフラン愚恋（るふらん ぐれん）
大柄で強面の元ボクサー、という異色のプロ。夏月と同じ打撃系打牌を打ち、梨積に肉薄する程の実力を持つ。
些渡 震梓（さわたり しんじ）
プロ雀士。聴牌まででなく和了りまでのスピードを武器にする強者。ビーニードルカップ保持者であったが、群鷗にタイトルを奪取される。ニヒルだがユーモアのあるキャラクターでかつ理論派、スネークアイズカップ決勝の解説はデジタル、オカルトの両面から的確に解説を行った。プロリーグの大半をデジタルクルーズ勢力が支配するようになった後も無所属を貫き、またデジタル一色の世界を拒みつつも自分の信念に沿って、夏月の前に超えるべき壁となって立ちはだかる。
岬 竦（みさき すくむ）
プロ雀士。ビーニードルカップではチャンスをものにするため奮闘するも、決勝の面子の力量にただ圧倒され続ける。些渡の弟子のような立場であったが、後に｢勝つためには何でもする｣という師の教えにそって、多数勢力であるデジタルクルーズに所属することになる。しかし、無頼堂に彼の勝利を貢献しながらも歴代最多得点の記録者となるために捨て石にされ、裏切りに憤慨しながら過去に同じように利用された転石に同情された。
百舌 贄也（もず にえや）
「デジタルクルーズ」メンバー。中盤以降の決勝卓によく残るが、デジタルクルーズとして仲間をバックアップする場面で空気が読めない、他の面子がチャンスを残すために小場早和了に徹している中、なんとなく自分も早和了に徹するなど、一貫性が薄く芯の細さから他の実力者に翻弄されることが多い。

## 用語・設定
オカルトシステム
刈人が用いる、独自の理論と経験測に基づいた打牌。内容ごとに通し番号がつけられ、刈人がその戦術に言及するときは、番号も合わせて述べられる。精神論や非論理的な好調時・不調時の理屈があるが、中にはデジタル的な論理に基づいたシステムもあり、最初は否定的だった梨積もシステムの幾つかに印象に残る展開を利用した真実も隠していると分析している。
デジタルクルーズ
梨積率いる闘牌研究グループ。ツキや流れといったオカルト論を排除し、エラーの無い打牌を打ち続けることを目標に掲げる。発足して1年足らずで、麻雀界主要21タイトルのうち7タイトルを同メンバーが取得し、麻雀界にデジタル旋風を巻き起こした。
物語が進むにつれて、勢力の拡大からプロ全体をデジタル派閥で埋め、デジタル派以外を勝ち抜かせない出来レース展開を行う研究グループとは言えない側面が目立つようになる。
シャインリバー
麻雀のプロリーグの一つ。A~Dリーグが存在し、半期に一度入れ替え戦を行う。
麻雀四季（まーじゃんしき）
麻雀のプロリーグの一つ。段位が存在し、メンバーのネクタイには段位の数だけ星が入っている。

## その他
33話・消息ノーバディーズに前連載「まんちょくスナイパーとどめ」の登場人物がカメオ出演している。